# Татарская Шуриновка
Татарская Шуриновка — деревня в Вадинском районе Пензенской области России. Входит в состав Вадинского сельсовета.

## География
Деревня находится в северо-западной части Пензенской области, в пределах восточной окраины Окско-Донской низменности, в лесостепной зоне, на расстоянии примерно 6 километров (по прямой) к северо-северо-востоку (NNE) от села Вадинска, административного центра района.
Климат
Климат характеризуется как умеренно континентальный. Средняя температура воздуха самого холодного месяца (января) составляет −11,5 °C (абсолютный минимум — −44 °С); самого тёплого месяца (июля) — 19,5 °C (абсолютный максимум — 38 °С). Продолжительность безморозного периода составляет 133 дня. Годовое количество атмосферных осадков — 467 мм. Снежный покров держится в среднем 141 день.

## История
Возникла как выселок татар из Шуриновки, известной ныне как Русская Шуриновка. Переселение произошло в период между 1864 и 1897 годами. В 1911 году показана в составе Русской Шуриновки. С 1926 года Татарская Шуриновка стала считаться самостоятельным населённым пунктом.
По данным 1955 года в деревне действовал колхоз «Заветы Ильича».

## Население
| 2010 |
| ---- |
| 11   |

Половой состав
По данным Всероссийской переписи населения 2010 года в гендерной структуре населения мужчины составляли 54,5 %, женщины — соответственно 45,5 %.
Национальный состав
Согласно результатам переписи 2002 года, в национальной структуре населения татары составляли 100 % из 14 чел.

## Улицы
Уличная сеть села состоит из двух улиц:
- ул. Лесная
- ул. Садовая